# نیلس آندرشون
نیلس آندرشون (سوئدی: Nils Andersson; ۱۰ مارس ۱۸۸۷ – ۱۵ اوت ۱۹۴۷) بازیکن فوتبال اهل سوئد بود.
از باشگاه‌هایی که در آن بازی کرده‌است می‌توان به باشگاه فوتبال گوتبورگ اشاره کرد.
وی همچنین در تیم ملی فوتبال سوئد بازی کرده‌است.